# Cloppenburger Geest
Die Cloppenburger Geest ist eine Geest bei Cloppenburg. Sie erstreckt sich von Herzlake im Westen bis Barnstorf im Osten sowie von Wildeshausen im Norden bis Vechta im Süden und bedeckt dabei den Süden der Landkreise Cloppenburg und Oldenburg und den Norden des Landkreises Vechta. Sie ragt in die Landkreise Diepholz und Emsland hinein.
Die Cloppenburger Geest bildet das Kernland des saaleeiszeitlichen Höhenpleistozäns der Ems-Hunte-Geest. Die Schmelzwassersande der vorrückenden Gletscher überdeckten die alten Geländeformen mit Vorschüttsanden. Woldstedt spricht von „unteren Sanden“, die in der „Kloppenburg-Bassumer-Geest“ der Elstervereisung angehören. Über die Vorschüttsande legte sich die Geschiebelehmdecke der Saalekaltzeit, genauer des Drenthe-Stadiums ab.
Für die Oberfläche der Cloppenburger Geest ist eine Durchrinnung charakteristisch, die für die Entstehung des Flussnetzes maßgeblich war. Zahlreiche parallele flache Rinnen durchziehen das Gelände und erzeugen so eine Parallelrückenlandschaft. Für die Entstehung der Flüsse werden zwei gegensätzliche Theorien genannt. Hausfeld führt deren Entstehung auf große Eisspalten des Drentheeises zurück, durch die beim Abtauen der Gletscher die Schmelzwässer abflossen, die Grundmoräne durchschnitten und sich in die Vorschüttsande eintieften. Woldstedt spricht von „Rinnen“ in einem anderen Zusammenhang. Das vorrückende Eis folgte den Tiefenlinien, konservierte und vertiefte sie. In den „Rinnen“ blieb beim Gletscherrückzug tief versenktes Toteis liegen, dessen Auftauen dann den Flüssen den Zugang zu ihren alten Tälern ermöglichte.
Während der Regression des Meeresspiegels in der Weichseleiszeit, die vor circa 12000 Jahren endete, in der das nordwestdeutsche Flachland nicht von Eis bedeckt war, gruben sich die Flüsse der Cloppenburger Geest tief in die Talsande ein. Zu dieser Zeit setzte auch die Bildung der Flug- und Dünensande ein, bedingt durch ein Trockenfallen des randlichen Bereiches.
Das Klima der Nacheiszeit Postglazial war feuchter und wärmer. Der Anstieg des Meeresspiegels als Erosionsbasis der Flüsse hatte vermutlich auch eine Erhöhung des Grundwasserspiegels in der Geesteniederung zur Folge. In den Tälern bildeten sich mächtige Niedermoortorfe, während an den Talrändern und in größeren Senken Hochmoore aufwuchsen.
Die Laubwaldgebiete Herrenholz, das Naturschutzgebiet (NSG) Baumweg sowie das in die Delmenhorster Geest reichende NSG Bäken der Endeler und Holzhauser Heide (Bruchwald, Bach, Sumpf) sind als FFH-Gebiete (Schutzgebiete in Natur- und Landschaftsschutz nach der Fauna-Flora-Habitat-Richtlinie) gemeldet.

## Quelle
- Heinz-Josef Lücking: Ökologische Bewertung des Soestetals zwischen Cloppenburg und Stedingsmühlen (LK Cloppenburg, Nordwest-Deutschland) aus der Sicht des Naturschutzes unter besonderer Berücksichtigung der Vegetation, Gewässergüte und des ökomorphologischen Gewässerzustandes. BSH/NVN naturspecialREPORT 1995, ISBN 3-923788-29-0 Heft 21. Diplomarbeit im Fach Geographie an der Justus-Liebig-Universität, Gießen, 1992.

Koordinaten: 52° 50′ N, 8° 10′ O